# Pomnik Marii Teresy w Bratysławie

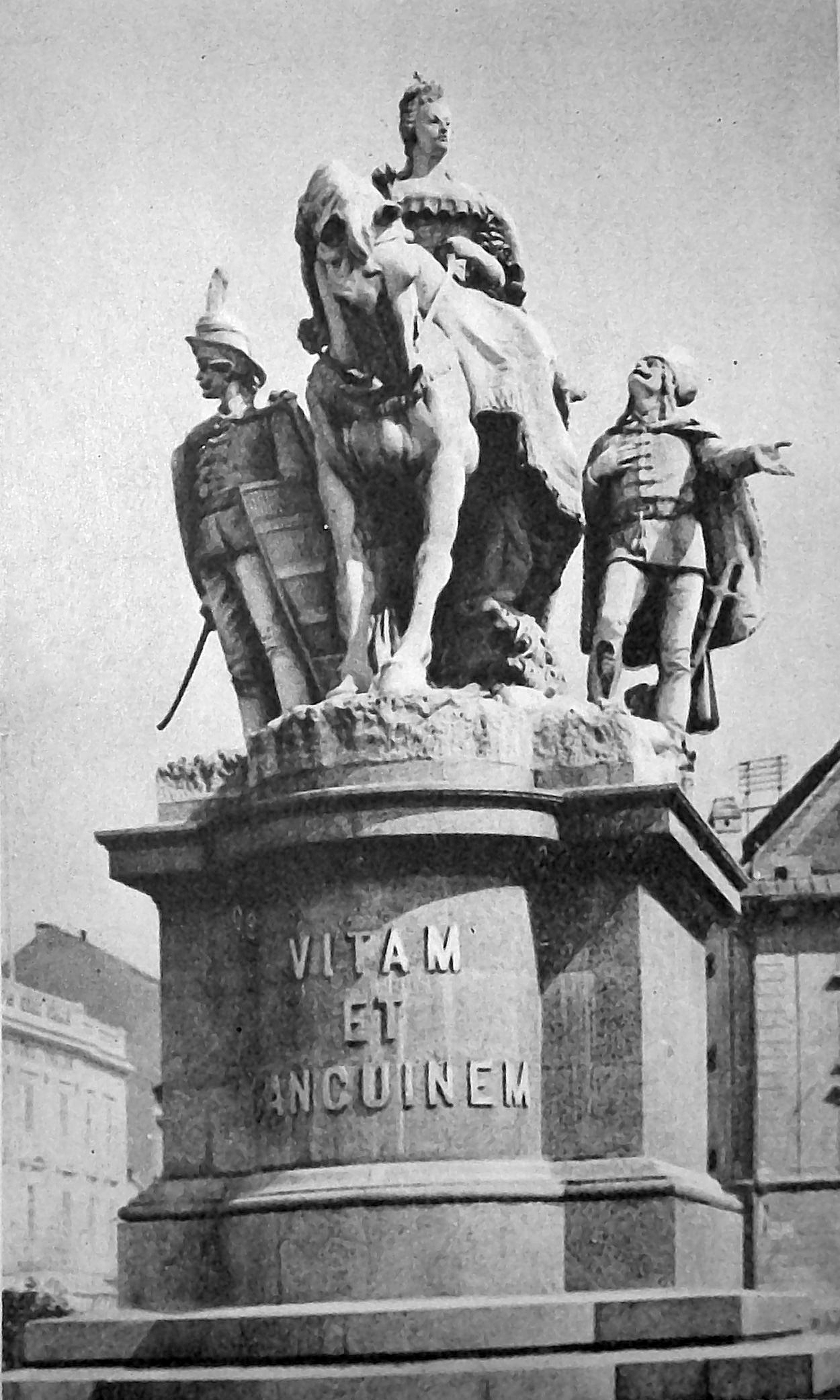
Pomnik Marii Teresy

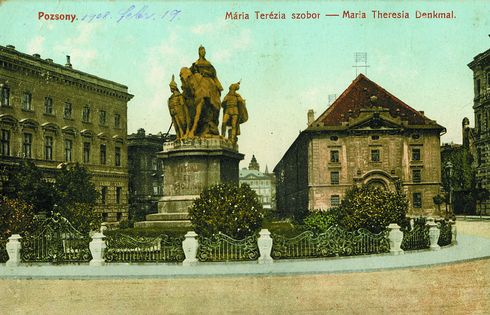
Pocztówka ukazująca pomnik wraz z otoczeniem (1908)

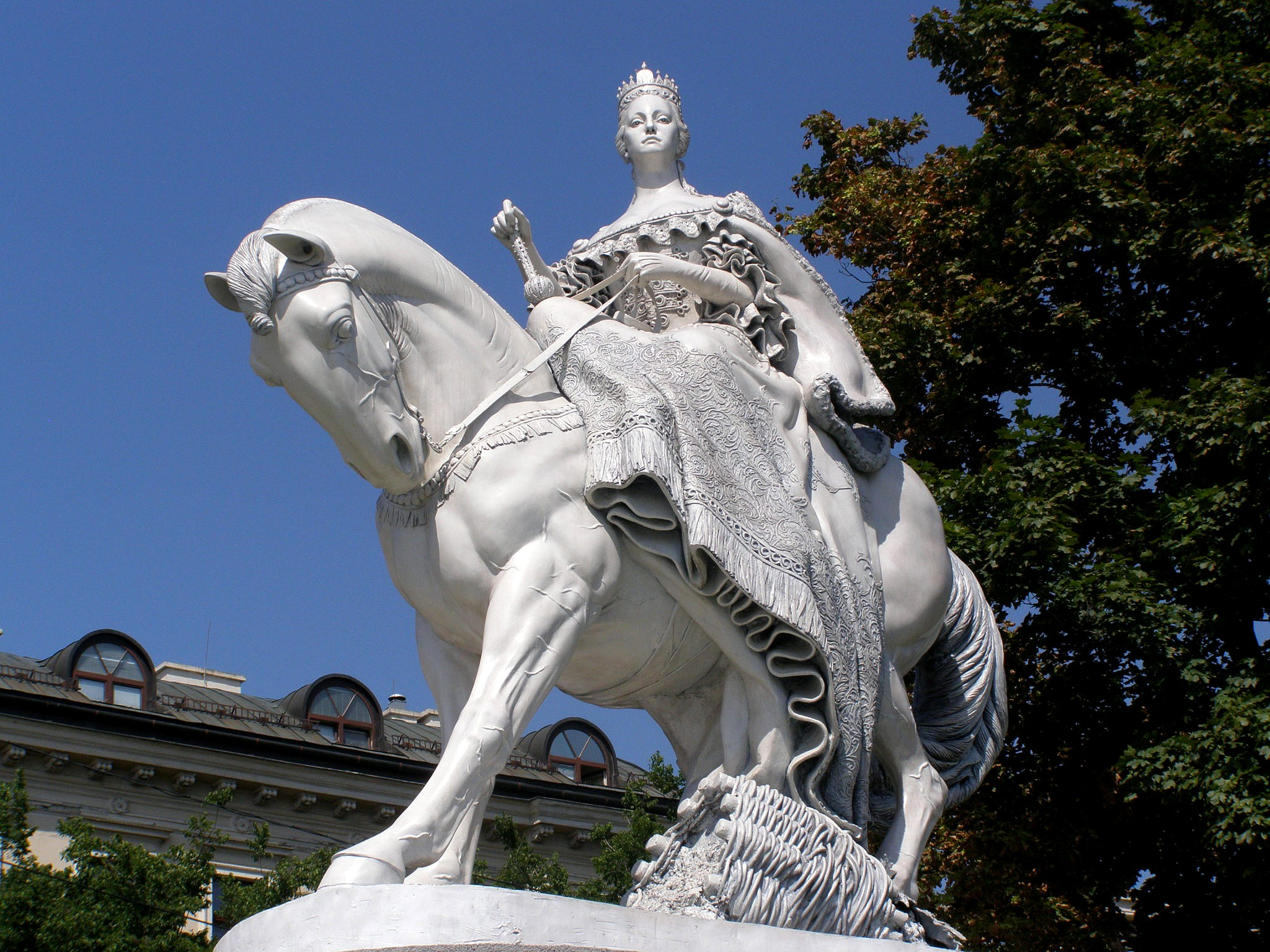
Pomniejszona replika oryginalnego pomnika (2011)

Pomnik Marii Teresy w Bratysławie (węg. Mária Terézia-emlékmű, niem. Maria-Theresia-Denkmal, słow. Pamätník Márie Terézie) – nieistniejący pomnik cesarzowej i królowej Węgier stojący w latach 1897–1921 na placu Ľudovíta Štúra (Námestie Ľudovíta Štúra), wówczas noszącym nazwę Krönungshügelplatz (węg. Koronázásidomb-tér).

## Pierwszy pomnik
Pomnik stanął w okresie świętowania tysiąclecia przybycia Węgrów na teren Panonii, które objęło całe Królestwo Węgier. Bratysława (wówczas węgierski Pożoń (Pozsony) i niemieckojęzyczny Preszburg (Pressburg)) była miastem koronacyjnym monarchów węgierskich i siedzibą węgierskiego sejmu. Maria Teresa została koronowana w katedrze św. Marcina w 1741 roku. Cesarzowa i królowa była popularna na Węgrzech, a miasto podczas jej rządów rozwijało się i cieszyło szczególną troską monarchini.
Pomnik przedstawiał Marię Teresą konno, w węgierskim stroju narodowym i z koroną świętego Stefana na głowie. Towarzyszyło jej dwóch huzarów, symbolizujących oddaną węgierską szlachtę. Na cokole umieszczono łacińską dewizę vitam et sanguinem (życie i krew), która była skróconą wersją okrzyku wzniesionego przez poddanych, gdy królowa poprosiła ich o wsparcie w wojnie o sukcesję austriacką (vitam et sanguinem pro rege nostro). Autorem pomnika był urodzony w Pozsony węgierski rzeźbiarz János Fadrusz. Miejsce wybrano nieprzypadkowo – w przeszłości znajdował się tu niewielki kopiec (Königsberg), na którym odbywała się część ceremonii koronacyjnych.
Pomnik uroczyście odsłonięto 16 maja 1897 roku, w obecności króla Franciszka Józefa I i dworu wiedeńskiego. Przetrwał jedynie niecałe 24 lata, bowiem w dniach 26–29 października 1921 roku został zburzony przez dawnych czechosłowackich legionistów w asyście policji. Związane to było ze wzrostem antywęgierskich nastrojów społeczeństwa Czechosłowacji, po dwóch próbach odzyskania tronu w Budapeszcie przez Karola IV. Większe fragmenty zniszczonej kompozycji rozdysponowano wśród miejscowych rzeźbiarzy do wykorzystania w innych dziełach. Bratysławscy Węgrzy zachowali niektóre mniejsze fragmenty, a głowy dwóch szlachciców miały zostać uratowane i wywiezione do Budapesztu.
W 1938 roku w miejscu pomnika Marii Teresy stanął pomnik Milana Rastislava Štefánika oraz lwa, symbolizującego czechosłowackie godło. Rzeźbę zwierzęcia usunięto w 1940 roku, a generała w 1954 roku. Trzydzieści lat później zastąpił go socrealistyczny pomnik Ľudovíta Štúra.

## Kopia pomnika
Po upadku komunizmu i rozpadzie Czechosłowacji rozpoczęła się dyskusja nad odbudową pierwotnego pomnika. Jednym z jej etapów było we wrześniu 2011 roku ustawienie kopii na nadbrzeżu Dunaju, trzykrotnie mniejszej i bez towarzyszących monarchini huzarów. Replika stanęła niedaleko miejsca, gdzie w przeszłości stał oryginał. Inicjatorem tej akcji było Towarzystwo Upiększania Bratysławy (Bratislavský okrášľovací spolok).
Kopia została po krótkim czasie usunięta. Projekt rekonstrukcji oryginalnego pomnika, poparty podpisami 5 tysięcy osób, nie zdobył uznania władz miasta i większej liczby mieszkańców.